# Élection présidentielle israélienne de 1993
L'élection présidentielle israélienne de 1993 se déroule le 24 mars 1993 afin que les membres de la Knesset désignent le président de l'État d'Israël. Ezer Weizman devient le 7e président d'Israël.

## Résultats
| Candidat      | Voix |
| ------------- | ---- |
| Ezer Weizman  | 66   |
| Dov Shilansky | 53   |
| Votes blancs  | 1    |
| Total         | 120  |